# Felix vom Rath
Felix Emil August Oskar vom Rath (* 17. Juni 1866 in Köln; † 25. August 1905 in München) war ein deutscher Komponist.

## Leben und Wirken
Er entstammte der begüterten rheinischen Industriellenfamilie vom Rath, sein Vater war der Geheim-Kommerzienrat Emil vom Rath. Er absolvierte 1884 sein Abitur am Friedrich-Wilhelm-Gymnasium (Köln). Nach abgeschlossenem Jurastudium belegte er zunächst Kurse in Komposition und Klavier bei Max von Pauer und Carl Reinecke in Leipzig sowie Giovanni Sgambati in Rom. Über Vermittlung von Max von Schillings erhielt er privaten Kompositionsunterricht bei Ludwig Thuille in München. Dort lebte er ab 1893 und traf sich regelmäßig mit dem Kreis um Alexander Ritter, dem auch Richard Strauss, Ludwig Thuille und Max von Schillings angehörten. Ferner war er mit Albert Langen (Herausgeber des Simplicissimus) und Alfred Walter Heymel (Gründer des Insel Verlags) befreundet sowie mit Alexej von Jawlensky und Otto Julius Bierbaum. Zusammen mit Richard Strauss und Max von Schillings plante er die Gründung der Lisztzeitung, deren Korrespondenten aus allen Musikmetropolen von Aufführungen zukunftsweisender neuer Kompositionen berichten sollten. Dies Projekt kam jedoch nicht zur Ausführung. Die größte Aufmerksamkeit innerhalb seines schmalen Werks erreichte das Klavierkonzert op. 6, dessen Uraufführung am 15. Februar 1901 in München in einem „Modernen Abend“ des Kaimorchesters unter Bernhard Stavenhagen mit der hervorragenden Solistin und Widmungsträgerin Anna Langenhan-Hirzel erfolgte. Am populärsten wurde sein Klavierquartett op. 2, das als erste seiner Kompositionen schon im Dezember 1898 von Heinrich Schwartz und dem Miroslav Weber-Quartett aus der Taufe gehoben worden war, intensiv von seinem Verleger Forberg in mehreren Musikzeitschriften beworben wurde und zahlreiche Aufführungen erlebte. Von ihm stammt auch eine Klavierfassung des Lieds Ständchen (op. 17, No. 2) von Richard Strauss. Er starb in München sechs Tage nach einer an sich harmlosen Krampfader-Operation an Lungenlähmung und wurde von seinem Vater in Köln beerdigt. In München fand einige Wochen nach seinem Tode eine Gedenkfeier mit Kammermusikwerken und Liedern des Verstorbenen statt.
Felix vom Rath ist Widmungsträger von Thuilles Cellosonate und Max von Schillings’ Rhapsodie Dem Verklärten (op. 21, 1905) für gemischten Chor, Bariton und großes Orchester. Unter dem Eindruck seines frühen Todes komponierte Ludwig Thuille das Klavierstück Threnodie, op. 37, Nr. 1. Sein Vater gründete nach seinem Tode die „Felix vom Rath-Stiftung“ zur Förderung begabter Musiker.

## Werkverzeichnis
- Sonate für Violine und Klavier, op. 1, Ludwig Thuille gewidmet
- Quartett für Violine, Viola, Violoncello und Klavier, op. 2, Max von Schillings gewidmet
- Drei Lieder für eine Singstimme mit Begleitung des Pianoforte, op. 3: Nr. 1 Wo hoch du droben am Meere wohnst (Text: Alberta von Puttkamer), Ida Schulze-Solbrig gewidmet, Nr. 2 Frühling (Text: Rudolf Alexander Schröder), Clementine Mayr-Schoenfield gewidmet, Nr. 3 Im Mai (Text: Gustav Falke), Pauline Strauss-de Ahna (Ehefrau von Richard Strauss) gewidmet
- Drei Lieder, op. 4: Nr. 1 Der Klang (Text: Gustav Falke), Nr. 2 In der Dämmerung (Text: Rudolf Schröder), Nr. 3 Abend (Text: Rudolf Schröder)
- Drei Lieder für eine Singstimme mit Begleitung des Pianoforte, op. 5: Nr. 1 Gegen Abend (Text: Otto Julius Bierbaum), Hertha Ritter-Hausegger (Ehefrau von Siegmund von Hausegger, Tochter von Alexander Ritter und Großnichte von Richard Wagner), gewidmet, Nr. 2 Im Garten des Herrn (Text: Otto Julius Bierbaum), Auguste Vollmar gewidmet, Nr. 3 Abendlied (Text: Otto Julius Bierbaum), Marie Kremer gewidmet
- Konzert für Klavier und Orchester, op. 6, Anna Hirzel-Langenhan gewidmet
- Lieder für Singstimme und Klavier, op. 7: Nr. 1 Wiegenlied (Text: Detlev von Liliencron), Margarethe von Schirach (Ehefrau von Friedrich von Schirach) gewidmet, Nr. 2 Peregrina (Text: Eduard Mörike), Emma Thuille (Ehefrau von Ludwig Thuille) gewidmet, Nr. 3 Junge Liebe (Text: Anna von Droste), Caroline Schillings (Ehefrau von Max von Schillings) gewidmet
- Drei Lieder für eine Singstimme mit Klavierbegleitung, op. 8, Nr. 1 Selbstbeschwerung (Text: Achim von Arnim), Minna Schulze gewidmet, Nr. 2 In der tiefen Nacht (Text: Rudolf Alexander Schröder), Josephine Vogel gewidmet, Nr. 3 Abendständchen (Text: Clemens Brentano), Laura Grisar gewidmet
- Drei Tanz-Idyllen für Pianoforte, op. 9
- Stücke für Klavier, op. 10: Nr. 1 Capriccio alla polacca, Nr. 2 Serenade, Hedwig Meyer gewidmet
- Stücke für Violine und Klavier, op. 11: Nr. 1 Pastorale, Joseph Miroslav Weber gewidmet, Nr. 2 Improvisation, Dr. Gustav Schulze gewidmet
- Drei Lieder für eine Singstimme mit Klavierbegleitung, op. 12: Nr. 1 Sommerabend (Text: Wilhelm Weigand), Luise Höfer gewidmet, Nr. 2 Nacht (Text: Felix von Fuchs-Nordhoff), Marie Henke gewidmet, Nr. 3 Gebet (Text: Friedrich Hebbel), Anna Weisman-Hecker (Ehefrau von Julius Weismann) gewidmet
- Stücke für Klavier, op. 13: Nr. 1 Mazurka, Nr. 2 Reigen, Nr. 3 Capriccio, Vera Maurina gewidmet
- Festmarsch für Klavier, op. 14
- Stücke für Klavier, op. 15: Nr. 1 Danza Malinconica, Nr. 2 Devozionale, Nr. 3 Burla, Guillaume de Lallemand gewidmet
- Nachtstück, Sinfonische Dichtung nach einem Gedicht Alberta von Puttkamers, o.op.
- Schwermuth für Klavier, o.op.

## Aufnahmen
- Drei Tanz-Idyllen auf Themodist Roll No. 21102[5]